# Бродоградилиште
Бродоградилиште је већи или мањи погон за изградњу и ремонт бродова и других пловних објеката (подморница, глисера, полуглисера, багера, платформи за бушење нафте, хидрокрилаца, лебдјелица) и тако даље. 

## Значајна бродоградилишта у Србији и околним земљама
Највеће бродоградилиште у Србији је бродоградилиште Београд у Новом Београду. У сусједним земљама позната су сљедећа бродоградишта:
- Хрватска: 3. мај, Уљаник, Сплит, Виктор Ленац
- Румунија: Акер Тулча, Браила, Дамен Галати
- Бугарска: BulYard, Русе, Варна, Бургас.

## Историја
Први подаци о прављењу бродоградилишта потичу из 4. вијека прије нове ере у Грчкој, град Пиреј. Прављени су дрвени бродови на каменим навозима.
У средњем вијеку значајна су бродоградилишта у Византији, и Венецији и Ђенови. Дубровник од 13. вијека има државно бродоградилиште, а корчуланска б. су значајна у 15. вијеку због обиља шуме која служи као сировина за градњу. 
Послије открића Америке тежиште бродоградње је пренијето на Атлантски океан, и примат преузимају Шпанија, Португалија, Холандија, Француска и Енглеска. 
У 19. вијеку се масовно почињу градити гвоздени и челични бродови са парним машинама. Због развијене индустрије потребне за производњу и обраду гвожђа, примат преузима Велика Британија и крајем 19. вијека 80% свих челичних бродова се производи тамо.
У Другом свјетском рату се уводи техника електричног заваривања што омогућује прелаз на ланчану производњу бродова. Грађевни док замјењује конвенционални навоз. Стаклопластика се често користи при градњи мањих бродова.